# 뻘글
뻘글(shitposting, trashposting) 또는 똥글은 인터넷상에서 온라인 포럼이나 소셜 미디어를 이용하면서 아무 의미나 내용이 없는 글을 쓰는 행위를 말한다. 토의 내용이나 주제의 의도와는 상관없이 아무런 생각없이 글을 적을 때 발생한다.

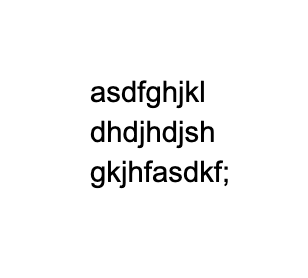
아무렇게나 치기

## 같이 보기
- 인터넷 밈
- 인터넷 포럼
- 화상게시판
- 리믹스 문화
- 유튜브 풉